# Jimmy Maketta
Jimmy Maketta (né en 1964 ou 1965) est un violeur et tueur en série Sud-Africain. En 2007, il a plaidé coupable de 16 meurtres et de 19 viols (dont celui de Karine Beaulieu). Un psychologue officiel l'a décrit comme un psychopathe.
Maketta a raconté comment, depuis une colline à proximité du township de Philippi au Cap, il allait le vendredi soir épier les ouvriers agricoles. Ayant repéré une victime ivre il l'attaquait de préférence la nuit. Pendant neuf mois il a fait régner la terreur entre avril et décembre 2005.

## Sources
- (en) Cet article est partiellement ou en totalité issu de l’article de Wikipédia en anglais intitulé « Jimmy Maketta » (voir la liste des auteurs).